# Elektrėnų ledo rūmai
Elektrėnų ledo rūmai – kryte lodowisko w Elektrenach, na Litwie. Zostało otwarte w 1976 roku. Może pomieścić 2000 widzów. Swoje spotkania rozgrywają na nim hokeiści klubu SC Energija.
Obiekt został otwarty w 1976 roku jako pierwsze kryte lodowisko na Litwie (wówczas Litewska SRR). W tym samym roku powstał zespół hokejowy SC Energija, który rozgrywa na arenie swoje spotkania. W 2012 roku hala została wyremontowana. Wewnątrz budynku lodowiska znajduje się m.in. muzeum hokeja.